# Trnovec, Kočevje
Trnovec je naselje v občini Kočevje.